# Lorin Maazel
Lorin Maazel (n. 6 martie 1930, Neuilly-sur-Seine, Seine, Franța – d. 13 iulie 2014, Virginia, SUA) a fost un dirijor, compozitor și violonist american.

## Deces
Maazel moare pe 13 iulie 2014, la reședința sa, Castleton Farms, din Virginia, SUA, la vârsta de 84 de ani, în urma unei pneumonii.

## Origine și educație
Lorin Maazel, născut în Franța într-o familie de muzicieni americani de origine evreiască, a crescut în Statele Unite ale Americii. Bunicul său Isaac Maazel, de origine rusă, a fost violonist la Metropolitan Opera. Copil-minune, el a avut primele lecții de compoziție la vârsta de șapte ani și a debutat la opt ani. A dirijat începând din 1939 și a avut privilegiul, în 1941, de a fi chemat alături de marele dirijor Toscanini la conducerea Orchestrei Simfonice a NBC (NBC Symphony Orchestra).

## Cariera
După încheierea studiilor la Pittsburgh în 1951, a început să dirijeze cele mai prestigioase orchestre europene. În 1960, a devenit cel mai tânăr dirijor - și primul dirijor american - care a dirijat la prestigiosul Festival de la Bayreuth, în Lohengrin de Wagner.
Pe 26 februarie 2008, cu Orchestra filarmonică de la New York, a dat un concert la Pyongyang, capitala țării celei mai izolate din lume, Coreea de Nord. Acest concert excepțional a făcut parte din fragilul proces de reconciliere între cele două țări. Orchestra a executat, între altele, muzică cehă (Simfonia n° 9 de Dvořák), americană (Un american la Paris de Gershwin), uvertura Candide de Bernstein și franceză (Arleziana de Bizet).

### Posturi
Lorin Maazel a condus unele dintre cele mai prestigioase orchestre din lume :
- 1965 – 1975 : Deutsches Symphonie-Orchester Berlin
- 1970 – 1972 : Orchestra Philharmonia din Londres, cu Otto Klemperer
- 1972 – 1982 : Cleveland Orchestra
- 1977 – 1991 : Orchestre national de France⁠(fr)[traduceți]
- 1982 – 1984 : Opera de Stat din Viena
- 1984 – 1996 : Pittsburgh Symphony Orchestra⁠(en)[traduceți]
- 1993 – 2002 : Orchestra Simfonică a Radiodifuziunii Bavareze
- 2002 – 2009 : New York Philharmonic⁠(en)[traduceți]